# Колібрі-білозір
Колі́брі-білозі́р (Calothorax) — рід серпокрильцеподібних птахів родини колібрієвих (Trochilidae). Представники цього роду мешкають в Сполучених Штатах Америки і Мексиці.

## Види
Виділяють два види:
- Колібрі-білозір пустельний (Calothorax lucifer)
- Колібрі-білозір чагарниковий (Calothorax pulcher)